# Fonomusic
Fonomusic va ser una companyia discogràfica independent espanyola, anomenada anteriorment Movieplay i, encara abans, Sonoplay. Fou adquirida per Warner Music Spain l'any 2002. Entre els artistes i grups associats a Fonomusic hi ha Luis Eduardo Aute, Ramon Muntaner, José Antonio Labordeta, Raimon, Miguel Ríos, Lluís Llach, Patxi Andion, Triana, El Fary i Els Pavesos.